# The Memory of Trees
The Memory of Trees är ett studioalbum av den irländska sångaren Enya. Det gavs ut den 5 december 1995 och innehåller 11 låtar.

## Låtlista
| Nr  | Titel               | Längd |
| --- | ------------------- | ----- |
| 1.  | The Memory of Trees | 4:18  |
| 2.  | Anywhere Is         | 3:58  |
| 3.  | Pax Deorum          | 4:58  |
| 4.  | Athair Ar Neamh     | 3:39  |
| 5.  | From Where I Am     | 2:20  |
| 6.  | China Roses         | 4:47  |
| 7.  | Hope Has a Place    | 4:44  |
| 8.  | Tea-House Moon      | 2:41  |
| 9.  | Once You Had Gold   | 3:16  |
| 10. | La Soñadora         | 3:35  |
| 11. | On My Way Home      | 5:08  |

## Listplaceringar
| Lista               | Topplacering |
| ------------------- | ------------ |
| Australien          | 1            |
| Belgien (Flandern)  | 3            |
| Belgien (Vallonien) | 6            |
| Finland             | 11           |
| Nederländerna       | 1            |
| Norge               | 1            |
| Nya Zeeland         | 3            |
| Schweiz             | 3            |
| Sverige             | 1            |
| Österrike           | 3            |